# Феофилактов, Алексей Евгениевич
Алексей Евгениевич Феофилактов (1886, Херсон — 1919, Сибирь) — эсер-боевик, делегат Всероссийского Учредительного собрания, член ВЦИК.

## Биография
Алексей Феофилактов родился в 1886 году в семье дворянина Евгения Феофилактов. Поступил и некоторое время учился в Петербургском университете.
В 1906 году Алексей Феофилактов оказался под надзором полиции как эсер-боевик и руководитель Николаевского комитета Партии социалистов-революционеров (ПСР). По политическим взглядам в те годы он был близок к анархистам. За период времени между революциями Феофилактов успел побывать в эмиграции, на скамье подсудимых, на каторге, в ссылках. Он также был лишён всех прав состояния.
В 1917 году Алексей Евгениевич примкнул к левым эсерам. Тогда же он был избран председателем Совета крестьянских депутатов и делегатом II-го Всероссийского съезда крестьянских депутатов. Кроме того, он избрался в члены Учредительного собрания по Херсонскому избирательному округу по список № 5 (Совет крестьянских депутатов, эсеры, украинские эсеры и Объединённая еврейская социалистическая рабочая партия). 5 января 1918 года Феофилактов стал участников знаменитого заседания-разгона Собрания, на котором пытался застрелить Ираклия Церетели (Владимиру Карелину с трудом удалось отобрать у него оружие). Несмотря на это он вошёл в состав ВЦИК 3-го и 4-го созывов.
В советское время Алексей Феофилактов стал членом коллегии Наркомата земледелия, где являлся одним из разработчиков закона о социализации земли. Он был расстрелян в Сибири колчаковцами.